# Venezillo nevadensis
Venezillo nevadensis is een pissebed uit de familie Armadillidae. De wetenschappelijke naam van de soort is voor het eerst geldig gepubliceerd in 1960 door Stanley B. Mulaik.